# 다테바야시시
다테바야시시(일본어: 館林市)은 일본 군마현 남동부에 있는 시이다. 과거에는 오라군에 속했다.
1590년에 도쿠가와 사천왕 중 한 사람이었던 사카키바라 야스마사가 도호쿠 지방을 누르고 다테바야시성에 들어와 성시(조카마치)를 정비했으며, 도쿠가와 쓰나요시가 성주였던 시기도 있었다. 명승지인 진달래 언덕 공원과 분부쿠 다부로 알려진 모린지가 있다.
또 밀을 경작하여 "일본의 초르노젬"이라 자칭하고 있다.

## 지리
도모 지역으로 불리는 군마현 동부에 위치하고 시 북부는 와타라세강을 사이로 도치기현 사노시 및 아시카가시, 동부는 군마현 이타쿠라정, 남부는 메이와정 및 지요다정, 서부는 오라정과 접한다.
남북으로 와타라세강, 도네강 두 하천에 끼어 있고 쓰루다강이 시가지를 동서로, 서부에는 다타라강, 곤도강이 남북으로 흐르며 신호리강, 신야다강, 야다강이 서남부를 가로지르며 흐르고 있다.
조누마늪, 다타라늪, 고도늪, 모린지늪 등의 늪이 점재하는 저습지대와 낮은 대지로 이루어져 있다. 지금부터 수천 년 전의 조몬 시대에는 도쿄만의 해안선이 이 근처까지 뻗어 있었다.

### 인접한 자치체
- 군마현
  - 오라군
    - 이타쿠라정
    - 메이와정
    - 오라정
    - 지요다정
- 도치기현
  - 사노시

## 역사
- 1889년 - 정촌제 시행으로 오라군에 다테바야시정을 포함한 1정 7촌이 탄생하였다.
- 1907년 - 도부 이세사키선 가와마타~아시카가 구간의 개통과 함께 다테바야시역이 개업하였다.
- 1954년 - 다테바야시정을 포함한 1정 7촌이 합병하여 시로 승격해 다테바야시시가 되었다.
- 1972년 - 도호쿠 자동차도 다테바야시 IC가 개통하였다.

## 교통

### 도로
- 국도 122호선
- 국도 354호선

### 철도
- 도부 철도
  - 이세사키선
    - 모린지마에역 - 다테바야시역 - 다타라역

  - 사노선
    - 다테바야시역 - 와타라세역

  - 고이즈미선
    - 다테바야시역 - 나루시마역

## 인구
| 연도 | 인구   | ±%     |
| ---- | ------ | ------ |
| 1920 | 37,242 | —      |
| 1930 | 41,629 | +11.8% |
| 1940 | 42,411 | +1.9%  |
| 1950 | 55,510 | +30.9% |
| 1960 | 55,684 | +0.3%  |
| 1970 | 61,130 | +9.8%  |
| 1980 | 70,245 | +14.9% |
| 1990 | 76,221 | +8.5%  |
| 2000 | 79,371 | +4.1%  |
| 2010 | 78,580 | −1.0%  |

## 기후
| 다테바야시시의 기후                                          | 다테바야시시의 기후 | 다테바야시시의 기후 | 다테바야시시의 기후 | 다테바야시시의 기후 | 다테바야시시의 기후 | 다테바야시시의 기후 | 다테바야시시의 기후 | 다테바야시시의 기후 | 다테바야시시의 기후 | 다테바야시시의 기후 | 다테바야시시의 기후 | 다테바야시시의 기후 | 다테바야시시의 기후 |
| 월                                                           | 1월                 | 2월                 | 3월                 | 4월                 | 5월                 | 6월                 | 7월                 | 8월                 | 9월                 | 10월                | 11월                | 12월                | 연간                |
| ------------------------------------------------------------ | ------------------- | ------------------- | ------------------- | ------------------- | ------------------- | ------------------- | ------------------- | ------------------- | ------------------- | ------------------- | ------------------- | ------------------- | ------------------- |
| 역대 최고 기온 °C (°F)                                       | 18.9 (66.0)         | 24.0 (75.2)         | 27.1 (80.8)         | 33.2 (91.8)         | 35.4 (95.7)         | 39.4 (102.9)        | 39.9 (103.8)        | 40.3 (104.5)        | 39.3 (102.7)        | 33.9 (93.0)         | 25.1 (77.2)         | 25.2 (77.4)         | 40.3 (104.5)        |
| 일평균 최고 기온 °C (°F)                                     | 9.6 (49.3)          | 10.6 (51.1)         | 14.3 (57.7)         | 20.2 (68.4)         | 24.8 (76.6)         | 27.4 (81.3)         | 31.2 (88.2)         | 32.7 (90.9)         | 28.3 (82.9)         | 22.4 (72.3)         | 16.8 (62.2)         | 11.8 (53.2)         | 20.8 (69.4)         |
| 일일 평균 기온 °C (°F)                                       | 4.0 (39.2)          | 4.9 (40.8)          | 8.5 (47.3)          | 14.0 (57.2)         | 18.9 (66.0)         | 22.4 (72.3)         | 26.1 (79.0)         | 27.3 (81.1)         | 23.4 (74.1)         | 17.6 (63.7)         | 11.5 (52.7)         | 6.2 (43.2)          | 15.4 (59.7)         |
| 일평균 최저 기온 °C (°F)                                     | −0.7 (30.7)         | 0.1 (32.2)          | 3.4 (38.1)          | 8.6 (47.5)          | 14.0 (57.2)         | 18.5 (65.3)         | 22.4 (72.3)         | 23.5 (74.3)         | 19.8 (67.6)         | 13.7 (56.7)         | 6.9 (44.4)          | 1.5 (34.7)          | 11.0 (51.8)         |
| 역대 최저 기온 °C (°F)                                       | −8.8 (16.2)         | −7.0 (19.4)         | −4.7 (23.5)         | −1.0 (30.2)         | 3.6 (38.5)          | 11.0 (51.8)         | 14.6 (58.3)         | 15.9 (60.6)         | 10.2 (50.4)         | 2.8 (37.0)          | −2.0 (28.4)         | −5.9 (21.4)         | −8.8 (16.2)         |
| 평균 강수량 mm (인치)                                        | 37.2 (1.46)         | 34.2 (1.35)         | 70.1 (2.76)         | 84.6 (3.33)         | 114.2 (4.50)        | 142.3 (5.60)        | 158.6 (6.24)        | 143.9 (5.67)        | 167.9 (6.61)        | 160.6 (6.32)        | 56.0 (2.20)         | 33.0 (1.30)         | 1,202.6 (47.35)     |
| 평균 강수일수 (≥ 1.0 mm)                                     | 3.8                 | 4.4                 | 8.3                 | 8.9                 | 10.3                | 12.1                | 12.6                | 9.6                 | 11.8                | 9.7                 | 6.0                 | 3.8                 | 101.2               |
| 평균 월간 일조시간                                           | 212.3               | 194.9               | 196.9               | 196.4               | 189.6               | 131.1               | 152.7               | 175.5               | 133.5               | 142.4               | 168.6               | 193.8               | 2,087.6             |
| 출처: 일본 기상청 (평년값: 1991년~2020년, 극값: 1978년~현재) |                     |                     |                     |                     |                     |                     |                     |                     |                     |                     |                     |                     |                     |